# Lumsden (Nowa Zelandia)
Lumsden – miasto w Nowej Zelandii, na Wyspie Południowej, w regionie Southland.